# Thomas Ian Griffith
Thomas Ian Griffith (n. Hartford, Connecticut; 18 de marzo de 1962) es un actor, productor y escritor estadounidense. Su primera aparición en el cine fue en la película The Karate Kid Part III, donde interpretó a Terry Silver. En 1996 protagonizó la película Hollow Point junto a Tia Carrere. En 1998 interpretó al vampiro Jan Valek en la película Vampiros de John Carpenter. En 2002 interpretó al agente Jim McGrath en la película XXX. También ha realizado algunas apariciones en series de televisión.
Desde 2013, Griffith escribe y trabaja como editor de guion en la serie de la NBC Grimm y se convirtió en coproductor de la misma en 2015.
En 2021 volvió a interpretar a Terry Silver en la 4.ª temporada de la serie Cobra Kai de Netflix.
En términos generales, Ian es un actor que en la vida real es un artista marcial y cuenta con varios cinturones negros.

## Vida personal
En 1983, Griffith empezó a salir con la modelo Jacqueline Scott, pero la relación terminó en octubre de 1984. A finales de 1984 empezó a salir con su compañera de reparto en Another World, Mary Page Keller, y la pareja acabó casándose el 16 de noviembre de 1991. La pareja tiene dos hijos, Conner O'Neil Griffith (nacido el 3 de junio de 1994), que es videoartista y animador, y Eamon Michael Griffith (nacido el 28 de marzo de 1997), que es músico.

## Filmografía

### Cine
| Año  | Película                               | Rol              | Notas                                  |
| ---- | -------------------------------------- | ---------------- | -------------------------------------- |
| 1989 | The Karate Kid Part III                | Terry Silver     |                                        |
| 1991 | Night of the Warrior                   |                  | Escritor y productor                   |
| 1991 | Ulterior Motives                       | Jack Blaylock    | también Escritor y productor           |
| 1992 | Excessive Force                        | Terry McCain     | también Escritor y productor           |
| 1994 | Crackerjack                            | Jack Wild        |                                        |
| 1994 | Blood of the Innocent                  | Frank Wusharsky  |                                        |
| 1995 | Kick Time!                             |                  | también Escritor, productor y director |
| 1996 | Hollow Point                           | Max Parrish      |                                        |
| 1997 | Behind Enemy Lines                     | Mike Weston      |                                        |
| 1997 | Kull the Conqueror                     | Taligaro         |                                        |
| 1998 | Vampires                               | Jan Valek        |                                        |
| 1999 | Avalanche                              | Neal Meekin      | también Escritor y productor           |
| 2000 | For the Cause                          | Evans            |                                        |
| 2001 | High Adventure                         | Chris Quatermain |                                        |
| 2001 | The Sea Wolf                           | Jeffery Thorpe   |                                        |
| 2001 | Black Point                            | Gus Travis       | también escritor                       |
| 2002 | xXx                                    | Jim McGrath      |                                        |
| 2003 | Timecop 2: The Berlin Decision         | Brandon Miller   |                                        |
| 2007 | Pre-K                                  |                  | también Escritor, productor y director |
| 2020 | Dolly Parton's Christmas on the Square |                  | productor                              |

### Televisión
| Año       | Programa                                                                | Personaje            | Notas |
| --------- | ----------------------------------------------------------------------- | -------------------- | --- |
| 1984–1987 | Another World                                                           | Catlin Ewing         | 52 episodios |
| 1985      | Miami Vice                                                              | Extra                | 1 episodio – "Phil the Shill" |
| 1986      | Telethon of Stars                                                       |                      | Benefit television special |
| 1988      | In the Heat of the Night                                                | Luke Potter          | 2 episodios – "Don't Look Back" (two-part) |
| 1989      | Wiseguy                                                                 | Roger Totland        | 2 episodios – "Le Lacrime d'Amore Part 1: AKA The Four-Letter Word" and "Le Lacrime d'Amore Part 2: AKA There's Plenty of Time,"                |
| 1990      | Rock Hudson                                                             | Rock Hudson          | Película para televisión |
| 1997      | The Guardian                                                            | Ray Angelotti        | Piloto |
| 1999      | The Unexpected Mrs. Pollifax                                            | Jack Farrell         | Película para televisión |
| 1999      | "What Do You Say"                                                       | Father               | Vídeo musical por Reba McEntire |
| 1999      | Secret of Giving                                                        | Harry Withers        | Película para televisión |
| 2000      | A Vision of Murder: The Story of Donielle                               | Doug Brister         | |
| 2002      | Beyond the Prairie II: The True Story of Laura Ingalls Wilder Continues | Cornelius Loudermilk | TV movie |
| 2002      | "Feuer frei!"                                                           | Jim McGrath          | Vídeo musical de Rammstein |
| 2004      | One Tree Hill                                                           | Larry Sawyer         | 5 episodios |
| 2005      | The Closer                                                              | Thomas Yates         | 1 episodio – "The Butler Did It" |
| 2006      | Cold Case                                                               | Mitch                | 1 episodio – "The Red and the Blue" |
| 2007      | The Kidnapping                                                          | Cash                 | Película para televisión |
| 2009      | Mr. Troop Mom                                                           |                      | Película para televisión– Escritor |
| 2013–2017 | Grimm                                                                   |                      | Escritor (14 episodes), story editor (season 4; 22 episodes), co-producer (season 5; 22 episodes), supervising producer (season 6; 13 episodes) |
| 2019      | Dolly Parton's Heartstrings                                             |                      | Escritor (1 episodio) – "Sugar Hill" |
| 2020      | Reunited Apart                                                          | Self                 | 1 episodio – "The Karate Kid/Cobra Kai" |
| 2021–2025 | Cobra Kai                                                               | Terry Silver         | Antagonista principal (temporada 4–6; 23 episodios)                                                                                             |
| 2023–2025 | Virgin River                                                            |                      | Escritor (2 episodios), supervisión de producción (temporada 5; 12 episodios), co- productor ejecutivo (temporada 6–7; 20 episodios)            |